# Triadomerus
Triadomerus is een geslacht van vliesvleugeligen uit de familie Mymaridae. De wetenschappelijke naam van dit geslacht is voor het eerst geldig gepubliceerd in 1975 door Yoshimoto.

## Soorten
Het geslacht Triadomerus is monotypisch en omvat slechts de volgende soort:
- Triadomerus bulbosus Yoshimoto, 1975